# U-17-Fußball-Europameisterschaft 2009
Die Endrunde der 27. U-17-Fußball-Europameisterschaft wurde vom 6. bis 18. Mai 2009 in Deutschland ausgetragen. Titelverteidiger war Spanien, Deutschland war als Ausrichter automatisch qualifiziert. Österreich schied in der Qualifikation aus, die Schweiz qualifizierte sich für die Endrunde. Das Finale gewann die deutsche Mannschaft 2:1 gegen die Niederlande. Shkodran Mustafi und Mario Götze aus diesem Kader gehörten fünf Jahre später zum Kader des Weltmeisters in Brasilien.

## Motto
Das Turnier stand unter dem Motto „Fußball kennt keine Grenzen“. Dahinter verbarg sich der Gedanke einer verbesserten Integration von Jugendlichen mit Migrationshintergrund. Da der DFB-Elf einige Spieler mit einem solchen angehörten, sollte das Motto verdeutlichen, dass diese Jugendliche gerne zusammen für Deutschland spielen. Es war zugleich ein Aufruf an die Deutschen, diese Spieler als deutsche Mitbürger wahrzunehmen. Den Spielern wurde ihre Vorbildfunktion erklärt; sie wurden vonseiten des DFB auch dazu angehalten, allesamt gemeinsam die Nationalhymne mitzusingen.

## Spielorte
Das Turnier der Endrunde wurde in zwölf Städten Mitteldeutschlands ausgetragen:
- Dessau-Roßlau: Das Paul-Greifzu-Stadion in Dessau ist die Heimat des SV Dessau 05 und bietet Platz für 17.820 Zuschauer.
- Erfurt: In der Hauptstadt von Thüringen wurde im Steigerwaldstadion gespielt. Die Spielstätte von Rot-Weiß Erfurt hat eine Kapazität von 19.400 Plätzen und war 2001 schon Spielstätte der Frauen-EM 2001.
- Gera: Der 1. FC Gera 03 ist im Stadion der Freundschaft zu Hause. 15.950 Zuschauer konnten hier in Gera die Spiele verfolgen.
- Gotha: Das Volkspark-Stadion in Gotha ist die Heimat des FSV Wacker 03 Gotha. Es kann 7.760 Zuschauer beherbergen.
- Grimma: 8.000 Plätze bietet das Stadion der Freundschaft in Grimma. Hier spielt der FC Grimma.
- Jena: Das Ernst-Abbe-Sportfeld ist die Heimspielstätte des FC Carl Zeiss Jena. 15.600 Zuschauer konnten die Spiele verfolgen. In Jena wurden ebenfalls bereits Spiele der Frauen-EM 2001 ausgetragen.
- Magdeburg: Mit einer Kapazität von 25.000 Plätzen ist das Stadion Magdeburg die größte Spielstätte. Die Arena in der Hauptstadt von Sachsen-Anhalt war Spielort des Endspiels.
- Markranstädt: Das Stadion am Bad in Markranstädt ist die Heimat des SSV Markranstädt. Mit 5.000 Plätzen gehörte es zu den kleinsten Stadien des Turniers.
- Meuselwitz: Der ZFC Meuselwitz ist in der 5.000 Zuschauer fassenden Bluechip-Arena zu Hause. Während des Turniers firmierte das Stadion in Meuselwitz wegen des Sponsorennamens als Arena Meuselwitz.
- Sandersdorf-Brehna: Das Sport- und Freizeitzentrum Sandersdorf in Sandersdorf bietet Platz für 6.000 Zuschauer und ist die Spielstätte der SG Union Sandersdorf.
- Taucha: Kleinstes Stadion ist das Sport- und Freizeitzentrum in Taucha. Die Spiele können von 4.000 Zuschauern besucht werden.
- Torgau: Das Hafenstadion in Torgau ist mit 4.500 Plätzen die zweitkleinste Spielstätte.

## Modus
Bei der Endrunde bildeten die acht Mannschaften zwei Gruppen zu je vier Mannschaften. In der Gruppenphase spielte jede Mannschaft innerhalb der Gruppe einmal gegen jede andere. Für einen Sieg gab es drei Punkte und für ein Unentschieden einen Punkt. Nach Abschluss der Vorrundenspiele qualifizierten sich die Gruppensieger und Gruppenzweiten für das Halbfinale.
Bei Punktgleichheit mehrerer Mannschaften in den Gruppenspielen wären die Positionen zunächst anhand der größeren Zahl der Punkte aus den direkten Begegnungen herangezogen worden. Wären diese gleich gewesen, würden zunächst die Tordifferenz und danach die Anzahl der erzielten Tore in den direkten Begegnungen verglichen. Sollten dann immer noch zwei oder mehrere Mannschaften gleichauf sein, würden als nächste Kriterien die Tordifferenz aus allen Spielen und dann die Anzahl der insgesamt erzielten Tore verglichen. Letztes Kriterium wäre die Fair-Play-Wertung gewesen.
Ab dem Halbfinale wurde das Turnier im K.-o.-System fortgesetzt. Spiele, die nach Ablauf der regulären Spielzeit unentschieden endeten, wurden um zweimal zehn Minuten verlängert. Wäre auch nach der Verlängerung kein Sieger gefunden worden, wäre die Entscheidung im Elfmeterschießen gefallen.
Die reguläre Spielzeit bei allen Spielen betrug zweimal 40 Minuten. Die besten sechs Mannschaften des Turniers qualifizierten sich für die U-17-Weltmeisterschaft 2009 in Nigeria.

## Teilnehmer

Teilnehmer (orange: Gruppe A; grün: Gruppe B)

### Qualifikation
An der Qualifikation nahmen 52 der 53 Verbände der UEFA teil. Für die erste Qualifikationsrunde wurden die Teams in 13 Vierergruppen eingeteilt und spielten in einem der vier Länder ein kurzes Turnier. Für die zweite Qualifikationsrunde (Eliterunde) qualifizierten sich die besten 28 Mannschaften der ersten Runde, und zwar die Gruppenersten und -zweiten sowie die zwei besten Gruppendritten. Auch diese Gruppen (7 à 4 Teams) wurden in einem kurzen Turnier in einem der Länder ausgespielt. Die sieben Gruppensieger nehmen neben Deutschland an der Endrunde teil. Die erste Qualifikationsrunde fand zwischen Juli und Oktober 2008, die Eliterunde vor April 2009 statt.
An der Endrunde nehmen folgende Mannschaften teil:
| - Deutschland (Gastgeber) - Niederlande - England - Türkei | - Spanien (Titelverteidiger) - Frankreich - Schweiz - Italien |

siehe auch: U-17-Fußball-Europameisterschaft 2009/Kader

### Auslosung der Endrunde
Die Auslosung der Endrunde wurde am 3. April 2009 um 14 Uhr im Neuen Rathaus von Leipzig durchgeführt. Die Lose wurden vom DFB-Sportdirektor Matthias Sammer und UEFA-Generalsekretär David Taylor gezogen.

## Vorrunde

### Gruppe A
| Pl. | Land       | Sp. | S | U | N | Tore    | Diff. | Punkte |
| --- | ---------- | --- | - | - | - | ------- | ----- | ------ |
| 1.  | Schweiz    | 3   | 1 | 2 | 0 | 004:200 | +2    | 05     |
| 2.  | Italien    | 3   | 1 | 1 | 1 | 003:400 | −1    | 04     |
| 3.  | Spanien    | 3   | 0 | 3 | 0 | 000:000 | ±0    | 03     |
| 4.  | Frankreich | 3   | 0 | 2 | 1 | 002:300 | −1    | 02     |

|                                           |   |            |           |
| 6. Mai 2009 um 11:00 Uhr in Dessau-Roßlau |   |            |           |
| Spanien                                   | – | Italien    | 0:0       |
| 6. Mai 2009 um 11:00 Uhr in Markranstädt  |   |            |           |
| Frankreich                                | – | Schweiz    | 1:1 (0:0) |
| 9. Mai 2009 um 12:00 Uhr in Grimma        |   |            |           |
| Spanien                                   | – | Frankreich | 0:0       |
| 9. Mai 2009 um 14:00 Uhr in Torgau        |   |            |           |
| Italien                                   | – | Schweiz    | 1:3 (1:1) |
| 12. Mai 2009 um 11:00 Uhr in Sandersdorf  |   |            |           |
| Schweiz                                   | – | Spanien    | 0:0       |
| 12. Mai 2009 um 11:00 Uhr in Taucha       |   |            |           |
| Italien                                   | – | Frankreich | 2:1 (1:1) |

### Gruppe B
| Pl. | Land        | Sp. | S | U | N | Tore    | Diff. | Punkte |
| --- | ----------- | --- | - | - | - | ------- | ----- | ------ |
| 1.  | Deutschland | 3   | 3 | 0 | 0 | 009:100 | +8    | 09     |
| 2.  | Niederlande | 3   | 1 | 1 | 1 | 003:400 | −1    | 04     |
| 3.  | Türkei      | 3   | 1 | 0 | 2 | 003:500 | −2    | 03     |
| 4.  | England     | 3   | 0 | 1 | 2 | 001:600 | −5    | 01     |

|                                        |   |             |           |
| 6. Mai 2009 um 11:00 Uhr in Gera       |   |             |           |
| England                                | – | Niederlande | 1:1 (0:1) |
| 6. Mai 2009 um 18:15 Uhr in Erfurt     |   |             |           |
| Deutschland                            | – | Türkei      | 3:1 (1:1) |
| 9. Mai 2009 um 14:00 Uhr in Jena       |   |             |           |
| Deutschland                            | – | England     | 4:0 (2:0) |
| 9. Mai 2009 um 14:00 Uhr in Meuselwitz |   |             |           |
| Türkei                                 | – | Niederlande | 1:2 (0:1) |
| 12. Mai 2009 um 17:45 Uhr in Jena      |   |             |           |
| Niederlande                            | – | Deutschland | 0:2 (0:1) |
| 12. Mai 2009 um 17:45 Uhr in Gotha     |   |             |           |
| Türkei                                 | – | England     | 1:0 (0:0) |

## Finalrunde
|  | Halbfinale  | Halbfinale |             |             | Finale | Finale |
|  |             |            |             |             |        |        |
|  |             |            |             |             |        |        |
|  | Schweiz     | 1          |             |             |        |        |
|  | Niederlande | 2          |             |             |        |        |
|  |             |            | Niederlande | 1           |        |        |
|  |             |            |             | Deutschland | 121    |        |
|  | Deutschland | 2          |             |             |        |        |
|  | Italien     | 0          |             |             |        |        |
|  |             |            |             |             |        |        |

1 Sieg nach Verlängerung

### Halbfinale
|                                            |   |             |     |
| 15. Mai 2009 um 11:00 Uhr in Grimma        |   |             |     |
| Schweiz                                    | – | Niederlande | 1:2 |
| 15. Mai 2009 um 17:45 Uhr in Dessau-Roßlau |   |             |     |
| Deutschland                                | – | Italien     | 2:0 |

### Finale
Das Finale fand am 18. Mai 2009 im Stadion Magdeburg statt. Das Spiel war mit 24.500 Zuschauern ausverkauft, was einen neuen Rekord für U-17-Nationalmannschaftspiele darstellte.
| Niederlande                                                | Niederlande | Deutschland | Deutschland |
| ---------------------------------------------------------- | --- | --- | ----------- |
| Niederlande                                                | \| 18. Mai 2009 um 11:00 Uhr in Magdeburg (Stadion Magdeburg) \| \| Ergebnis: 1:2 n. V. (1:1, 1:1) \| \| Zuschauer: 24.500 (ausverkauft) \| \| Schiedsrichter: Wladislaw Besborodow ( Russland) \|                                                                               | \| 18. Mai 2009 um 11:00 Uhr in Magdeburg (Stadion Magdeburg) \| \| Ergebnis: 1:2 n. V. (1:1, 1:1) \| \| Zuschauer: 24.500 (ausverkauft) \| \| Schiedsrichter: Wladislaw Besborodow ( Russland) \| | Deutschland |
| Niederlande                                                | Patrick Mate – Ruben Ligeon, Stefan de Vrij, Dico Koppers, Mats van Huijgevoort – Mohamed Madmar (99. Jerry van Ewijk) – Oğuzhan Özyakup, Osama Rashid – Bob Schepers (63. Martijn de Vries), Shabir Isoufi (66. Rangelo Janga) – Luc Castaignos Cheftrainer: Albert Stuivenberg | Marc-André ter Stegen – Bienvenue Basala-Mazana, Shkodran Mustafi, Robert Labus, Marvin Plattenhardt – Matthias Zimmermann – Reinhold Yabo, Christopher Buchtmann (88. Manuel Janzer) – Mario Götze, Kevin Scheidhauer (59. Florian Trinks) – Lennart Thy (99. Gerrit Nauber) Cheftrainer: Marco Pezzaiuoli | Deutschland |
| Niederlande                                                | 1:0 Castaignos (7.) | 1:1 Thy (34.) 1:2 Trinks (97.) | Deutschland |
| 18. Mai 2009 um 11:00 Uhr in Magdeburg (Stadion Magdeburg) | | |             |
| Ergebnis: 1:2 n. V. (1:1, 1:1)                             | | |             |
| Zuschauer: 24.500 (ausverkauft)                            | | |             |
| Schiedsrichter: Wladislaw Besborodow ( Russland)           | | |             |

## Schiedsrichter
- Georgios Daloukas
- Tom Harald Hagen
- Gerhard Grobelnik
- Paweł Gil
- Wladislaw Besborodow
- Milorad Mažić

## Beste Torschützen
| Platz | Spieler           | Tore |
| ----- | ----------------- | ---- |
| 1     | Luc Castaignos    | 3    |
|       | Lennart Thy       | 3    |
| 3     | Janick Kamber     | 2    |
|       | Kevin Scheidhauer | 2    |

## Mannschaft des Turniers
| Torhüter                           | Abwehr                                                                                       | Mittelfeld | Stürmer                                                                                       |
| ---------------------------------- | -------------------------------------------------------------------------------------------- | --- | --------------------------------------------------------------------------------------------- |
| Mattia Perin Marc-André ter Stegen | Dennis Appiah Bienvenue Basala-Mazana Stefan de Vrij Janick Kamber Marc Muniesa Furkan Şeker | Stephan El Shaarawy Álex Fernández Marco Fossati Shabir Isoufi Jack Wilshere Reinhold Yabo Matthias Zimmermann | Nassim Ben Khalifa Giacomo Beretta Luc Castaignos Simone Dell’Agnello Mario Götze Lennart Thy |

## Medienpräsenz
Im deutschen Sprachraum waren die Spiele, darunter alle drei Vorrundenpartien des DFB sowie die beiden Halbfinals und das Endspiel, live bei Eurosport zu sehen. Das Finale wurde auch in der ARD übertragen.